# Subtraktionspräfix
In der chemischen Nomenklatur werden Subtraktionspräfixe  (Subtraktion = Abzug, Streichung; Präfix = Vorsilbe)  benutzt, um anzugeben, dass aus einer Stammverbindung etwas abgespalten wurde oder etwas „fehlt“. Die Bezeichnung (der Name) der Stammverbindung ist dann entsprechend zu ergänzen.

## Beispiele für Subtraktionspräfixe
Beispiele für solche Subtraktionspräfixe sind Des-, Nor- und Anhydro-:

### Des-
- „Des-methyl-“ bedeutet, dass in der betreffenden Verbindung eine Methylgruppe fehlt (= durch ein Wasserstoffatom ersetzt ist)
- Desoxyzucker sind Kohlenhydrate, in denen eine Hydroxygruppe durch ein Wasserstoffatom ersetzt ist
- In den Des-Carotinoiden fehlen sämtliche Methylgruppen

In seltenen Fällen steht die Vorsilbe auch für die Ringöffnung einer Base bei gleichbleibender Summenformel.
| Anhydro- |
| Anhydrotetracyclin mit der blau markierten C=C-Doppelbindung, die durch Wasserabspaltung aus Tetracyclin resultiert. |
| Vergleich: Strukturformel der Stammverbindung Tetracyclin                                                            |

### Nor-
Die Vorsilbe kann verschiedene Bedeutungen haben, was bisweilen zu Unklarheiten führt:
- Norephedrin enthält eine Methylgruppe weniger als Ephedrin
- Norbornan enthält drei Methylgruppen weniger als Bornan
- „Nor-“ kann auch für eine Ringverengung, also das Fehlen einer Methylengruppe (–CH2–) im Ring stehen. So sind Norsteroide etwa solche, deren Ring A ein Fünfring statt des üblichen Sechsrings im Steroid ist.[4]

### Anhydro-
Die Vorsilbe steht für die
- intramolekulare Wasserabspaltung zwischen zwei Hydroxygruppen unter Bildung eines Ethers (IUPAC-konforme Bezeichnung)
- intramolekulare Abspaltung von Wasser aus einem meist komplexen Alkohol unter Bildung einer C=C-Doppelbindung[5]